# Folkeafstemningen om skotsk uafhængighed 2014
Folkeafstemningen om skotsk uafhængighed var en folkeafstemning om uafhængighed for Skotland, som blev afholdt torsdag den 18. september 2014, hvor skotterne stemte om de ville være en uafhængig nation, og således ikke længere en del af Storbritannien, som de har været siden Acts of Union 1707.
Stemmeret til folkeafstemningen havde såvel britiske statsborgere som Commonwealth-statsborgere og EU-borgere, der havde bopæl i Skotland, og som var fyldt 16 år.
Storbritanniens og Skotlands regeringer indgik i oktober 2012 en aftale, der indebærer, at Skotland får bemyndigelse til at afholde en folkeafstemning om uafhængighed, så længe visse betingelser er opfyldt.
Optællingen af stemmerne begyndte efter valgstederne lukkede kl 22:00 (21:00 UTC) den 18. september. Resultaterne fra de forskellige valgkredse kom i løbet af hele natten, og omkring halvdelen af alle stemmerne var talt kl 03:30. Om morgenen d. 19. september, da alle stemmer var blevet optalt, havde 55,3% stemt mod skotsk uafhængighed.

## Baggrund
Kongedømmet Skotland var en uafhængig stat indtil 1. maj 1707, da unionsloven forenede landet med Kongeriget England til Kongeriget Storbritannien. De to lande havde haft fælles monark siden personalunionen i 1603, men havde fortsat været selvstændige lande.
I flere århundreder blev Skotland styret direkte fra regeringen i London, men i 1999 fik Skotland efter en folkeafstemning sit eget parlament. Ved valget i 2007 blev SNP det største parti, og ved valget i 2011 fik SNP absolut flertal.
Da det stod i SNP's program, at de ønskede at holde en folkeafstemning om skotsk uafhængighed, var det efter 2011 givet, at en sådan folkeafstemning ville finde sted. Hvad der derimod var usikkert, var, om regeringen i London ville anerkende resultatet heraf, hvis folkeafstemningen var blevet udskrevet uden dens godkendelse.
I oktober 2012 underskrev Storbritanniens og Skotlands regeringer en aftale, der indebar, at Skotland bemyndigedes til at afholde en folkeafstemning om uafhængighed, og det er derfor nu sikkert, at resultatet af folkeafstemningen vil blive anerkendt.

## Afstemningsspørgsmål
I 2012 afholdt den skotske regering en høring om detaljerne i folkeafstemningen, og deri blev det foreslået, at spørgsmålet på stemmesedlen skulle være "Do you agree that Scotland should be an independent country?", altså "Er du enig i, at Skotland bør være et uafhængigt land?" 64 % af høringssvarene var tilfredse med denne formulering.
"Electoral Commission" blev bedt om en kommentar, og den anbefalede, at "Do you agree..." blev fjernet. Den skotske regering tog straks denne anbefaling til sig, så det endelige spørgsmål er derfor: "Should Scotland be an independent country?", altså "Bør Skotland være et uafhængigt land?"

## Afstemningsorganisationer
Der er oprettet to organisationer, der repræsenterer hver sin side ved folkeafstemningen. Ja-sidens organisation hedder Yes Scotland, og Nej-sidens hedder Better Together.

## Udfald
Stemmeresultatet fremgår af nedenstående tabel.
| Stemme          | Antal stemmer | % stemmer |
| --------------- | ------------- | --------- |
| Ja              | 1.617.989     | 44,70     |
| Nej             | 2.001.926     | 55,30     |
| Gyldige         | 3.619.915     | 99,91     |
| Ugyldige        | 3.429         | 0,09      |
| I alt           | 3.623.344     | 84,59     |
| Valgberettigede | 4.283.392     | 100,00    |

55,3% stemte imod uafhængighed, med en valgdeltagelse på 84,6%. De fleste områder stemte "nej", hvor kun Dundee, Glasgow, North Lanarkshire og West Dunbartonshire stemmeberettigede stemte "Ja".
Den samlede valgdeltagelse på 84,6% var usædvanlig høj for Skotland - op til folkeafstemningen, valget til det skotske og britiske parlamenter i det 21. århundrede havde valgdeltagelse været omkring 50-60%. Til en sammenlignelig var valgdeltagelsen i 1950 på 83,9% stemte. Den sidste afstemning i Det Forenede Kongerige, som var med en højere valgdeltagelse end 84,6%, var i januar 1910, da ingen kvinder og mange mænd fik ikke lov til at stemme. Af de 32 områder havde East Dunbartonshire den højeste valgdeltagelse med 91,0%, og Glasgow havde den laveste på 75,0%.

### Efter område
| Lokalområde           | Stemmer for | Stemmer imod | For (%) | Imod (%) | Gyldige stemmer | Valgdeltagelse (%) |
| --------------------- | ----------- | ------------ | ------- | -------- | --------------- | ------------------ |
| Aberdeen              | 59,390      | 84,094       | 41.4%   | 58.6%    | 143,484         | 81.7%              |
| Aberdeenshire         | 71,337      | 108,606      | 39.6%   | 60.4%    | 179,943         | 87.2%              |
| Angus                 | 35,044      | 45,192       | 43.7%   | 56.3%    | 80,236          | 85.7%              |
| Argyll and Bute       | 26,324      | 37,143       | 41.5%   | 58.5%    | 63,467          | 88.2%              |
| Clackmannanshire      | 16,350      | 19,036       | 46.2%   | 53.8%    | 35,386          | 88.6%              |
| Dumfries and Galloway | 36,614      | 70,039       | 34.3%   | 65.7%    | 106,653         | 87.5%              |
| Dundee                | 53,620      | 39,880       | 57.3%   | 42.7%    | 93,500          | 78.8%              |
| East Ayrshire         | 39,762      | 44,442       | 47.2%   | 52.8%    | 84,204          | 84.5%              |
| East Dunbartonshire   | 30,624      | 48,314       | 38.8%   | 61.2%    | 78,938          | 91.0%              |
| East Lothian          | 27,467      | 44,283       | 38.3%   | 61.7%    | 71,750          | 87.6%              |
| East Renfrewshire     | 24,287      | 41,690       | 36.8%   | 63.2%    | 65,977          | 90.4%              |
| Edinburgh             | 123,927     | 194,638      | 38.9%   | 61.1%    | 318,565         | 84.4%              |
| Eilean Siar           | 9,195       | 10,544       | 46.6%   | 53.4%    | 19,739          | 86.2%              |
| Falkirk               | 50,489      | 58,030       | 46.5%   | 53.5%    | 108,519         | 88.7%              |
| Fife                  | 114,148     | 139,788      | 45.0%   | 55.0%    | 253,936         | 84.1%              |
| Glasgow               | 194,779     | 169,347      | 53.5%   | 46.5%    | 364,126         | 75.0%              |
| Highland              | 78,069      | 87,739       | 47.1%   | 52.9%    | 165,808         | 87.0%              |
| Inverclyde            | 27,243      | 27,329       | 49.9%   | 50.1%    | 54,572          | 87.4%              |
| Midlothian            | 26,370      | 33,972       | 43.7%   | 56.3%    | 60,342          | 86.8%              |
| Moray                 | 27,232      | 36,935       | 42.4%   | 57.6%    | 64,167          | 85.4%              |
| North Ayrshire        | 47,072      | 49,016       | 48.9%   | 51.1%    | 96,088          | 84.4%              |
| North Lanarkshire     | 115,783     | 110,922      | 51.1%   | 48.9%    | 226,705         | 84.4%              |
| Orkney Islands        | 4,883       | 10,004       | 32.8%   | 67.2%    | 14,887          | 83.7%              |
| Perth and Kinross     | 41,475      | 62,714       | 39.8%   | 60.2%    | 104,189         | 86.9%              |
| Renfrewshire          | 55,466      | 62,067       | 47.2%   | 52.8%    | 117,533         | 87.3%              |
| Scottish Borders      | 27,906      | 55,553       | 33.4%   | 66.6%    | 83,459          | 87.4%              |
| Shetland Islands      | 5,669       | 9,951        | 36.3%   | 63.7%    | 15,620          | 84.4%              |
| South Ayrshire        | 34,402      | 47,247       | 42.1%   | 57.9%    | 81,649          | 86.1%              |
| South Lanarkshire     | 100,990     | 121,800      | 45.3%   | 54.7%    | 222,790         | 85.3%              |
| Stirling              | 25,010      | 37,153       | 40.2%   | 59.8%    | 62,163          | 90.1%              |
| West Dunbartonshire   | 33,720      | 28,776       | 54.0%   | 46.0%    | 62,396          | 87.9%              |
| West Lothian          | 53,342      | 65,682       | 44.8%   | 55.2%    | 119,024         | 86.2%              |
| SKOTLAND              | 1,617,989   | 2,001,926    | 44.7%   | 55.3%    | 3,619,915       | 84.6%              |

## Reaktioner på resultatet

### Indenlandsk reaktion
Premierminister David Cameron sagde, at han var "glad" for det resultat, og går for at sige, at "det ville have knust mit hjerte at se vores Storbritannien kommer til en ende, og jeg ved, at denne følelse blev delt ikke blot af folk på tværs af vores land, men også rundt om i verden".
Alex Salmond, den skotske førsteminister, erklærede, at han accepterede den "dom af folket" og opfordrede "alle skotterne at følge trop ved at acceptere den demokratiske dom af befolkningen i Skotland". Han kaldte folkeafstemningen en "triumf for den demokratiske proces og for deltagelse i politik". Salmond bekræftede, at efter resultatet ville han træde tilbage som leder af SNP og som skotsk førsteminister, og siger at "for mig som leder er min tid næsten forbi, men Skotland kampagnen fortsætter, og drømmen vil aldrig dø".
Nordirlands førsteminister Peter Robinson og den walisisk ministerpræsident Carwyn Jones reagerede positivt på resultatet. Robinson var "glad for at Skotland har stemt for at blive i Unionen".

### International reaktion
- NATO: Generalsekretær for NATO, Anders Fogh Rasmussen sagde, at han fuldt ud respekteret "valget, som befolkningen i Skotland har lavet".[13]
- Europa-Kommissionen: Formand for Europa-Kommissionen, José Manuel Barroso sagde den skotske afstemning var godt for en "forenet, åbent og stærkere Europa".[14]
- Canada: John Baird, udenrigsminister i Canada, sagde "De skotske folk har stemt for at forblive inden for en stærk Storbritannien. Canada glæder sig over denne beslutning."[15]
  -  Quebec:Premier af Quebec, Philippe Couillard, sagde, at der var begrænsede sammenligninger mellem Skotland og Quebec, hvor den separatistiske bevægelse har afholdt to folkeafstemninger, og foreslog en decentral model, som ligner føderalisme, som en mulig fremtidig model for Storbritannien: "Jeg tror, at hvis skotterne havde hvad vi har, ville de sandsynligvis være helt tilfreds." [16] Stéphane Bédard, leder af Parti Québécois, beskrev sig selv som "skuffet" af resultatet.[17]
- Norge: Erna Solberg, Norges statsminister, udtalte til den norske tv-station NRK, at hun var "glad" Skotland valgte at forblive i EU, og at skotsk uafhængighed kunne være blevet en udfordring for Norge som et naboland.[18]
- Spanien: Spaniens premierminister Mariano Rajoy sagde i en video-besked, at Skotland har undgået alvorlige konsekvenser og "har valgt den mest fordelagtige løsning for alle; for sig selv, for hele Storbritannien og resten af Europa".[19]
  -  Baskerlandet: Iñigo Urkullu, Lehendakari i Baskerlandet, udtalte på dagen for den skostsk folkeafstemning, hvilket ansvar den baskiske regering har ved at "følge Skotlands fodspor" og sikre en lignende aftale i Spanien.[20]
  -  Catalonien: Artur Mas, præsident for Generalitat Catalonien, beskrev folkeafstemning som en model for en fremtidig afstemning i Catalonien, og sagde "Hvad skete der i Skotland er ikke et tilbageslag for os, fordi det, vi virkelig ønsker i Catalonien er at have chancen for at stemme".[21] Der er en bevægelse i regionen, der går ind for uafhængighed, og dagen efter den skotske folkeafstemning, er det catalanske parlament blvet enige om, at lave en "hørings" afstemning om uafhængighed.[22]
- USA: Det Hvide Hus lykønskede Skotland for deres "fulde og energisk udøvelse af demokrati." Præsident Barack Obama hilste resultatet velkommen, siger han så frem til "at fortsætte vores stærke og særlige forbindelser med alle mennesker i Storbritannien og Nordirland".[13]

### Påstande om stemmeret uregelmæssigheder
Efterforskere i Police Skotland eftersøger mulig vælgerbedrageri i byrådet i Glasgow. Ti vælgere har opdaget, at nogen havde stemt under deres navne på deres valgsteder i hele byen. Denne metode til bedrageri, der betegnes 'personation'.
Russiske observatører bemærkede, at de betingelser, hvorunder stemmerne blev talt op, ikke var til internationale standarder, og at den fulgte procedure har gjort det umuligt at kontrollere uregelmæssigheder.
Et andragende krævende en anden folkeafstemning om skotsk uafhængighed, har fået mere end 70.000 underskrifter på 24 timer. Den er baseret på påstande om afstemningsmisstemning og henviser til videoer, som er lagt på YouTube fredag d. 19. september 2014, der viser Sky News' optagelser af valgstederne i Dundee og Edinburgh.

### Vold i Glasgow
Natten til den 19. september endte i vold på George Square i centrum af Glasgow, hvor 'Ja'- og 'Nej'-tilhængere kom i konfrontation. Hundredvis af loyalistiske unionister ankom for at fejre nejet, og efter sigende angreb tilhængere af uafhængighed, der var blevet indsamlet på pladsen. Mange af de unionister vinkede med Union Jacks eller loyalistiske flag og messede "Rule, Britannia!". Nogle lavede nazistiske hylster og råbte racistiske overgreb. Omkring 150 politifolk blev udarbejdet i at adskille de grupper, men nogle unionister brød igennem politiets linjer. En række personer blev angiveligt slået og flasker blev kastet. En pressefotograf fortalte The Scotsman, at han så folk blive "sparket" og blev tvunget til at flygte efter at være blevet truet. Et skotsk flag blev også brændt. Politiet lavede elleve anholdelser og oprette en 'hændelse rum'. Volden blev fordømt af politikere fra både 'Ja' og 'Nej' lejre.